# Meiosimyza pectinifera
Meiosimyza pectinifera är en tvåvingeart som beskrevs av Shatalkin 1993. Meiosimyza pectinifera ingår i släktet Meiosimyza och familjen lövflugor. Inga underarter finns listade i Catalogue of Life.